# Made in USA (album de Sylvie Vartan)
Pour les articles homonymes, voir Made in USA.
Albums de Sylvie Vartan
Des heures de désir
(1984) Virage
(1986)

Made in USA est le 27e album de Sylvie Vartan sorti en 1985 en CD, en LP 33 tours, et en K7 audio. Il passe totalement inaperçu en France, et ne marche pas mieux à l'étranger.

## Liste des titres
1. Double exposure
2. One shot lover
3. If you walk away
4. Let me show you how
5. I saw Mary
6. Out of control
7. Wrap your arms around me
8. Running scared
9. Heard it in a heartbeat
10. Shooting star

## Extraits
- Double exposure / Running scared.
- One shot lover / If you walk away.